# Bakugan Battle Planet
 (septembre 2020).
- Si vous ne connaissez pas le sujet, laissez ce bandeau (vous pouvez alors contacter les auteurs).
- Si vous supprimez le contenu mis en cause (vous pouvez préalablement contacter les auteurs),

argumentez précisément cette suppression dans la page de discussion
(un manque de référence n'est pas un argument ; une recherche réelle de référence doit avoir été effectuée, être formellement documentée).
 (décembre 2022).
Bakugan Battle Brawlers Bakugan Armored Alliance
Bakugan Battle Planet (バトルプラネット, Bakugan Batoru Puranetto) fut une série télévisée d'animation canado-américano-japonaise de 3 saisons diffusée du 23 décembre 2018 sur Cartoon Network aux États-Unis jusqu'au 19 janvier 2020. La série est un reboot de la série d'animation Bakugan Battle Brawlers parue de 2007 à 2012.
En France, elle est diffusée depuis le 26 août 2019 sur Gulli, puis sur la chaîne Canal J. Elle est aussi disponible sur Netflix. Au Canada, elle est diffusée dans la province de Québec sur la chaîne Télétoon. La deuxième saison est intitulée Bakugan Armored Alliance.

## Synopsis
La série suit le parcours de quatre préadolescents nommés Dan Kouzo, Shun Kazami, Wynton Styles, Lia Venegas et leur chien Lightning. Ils sont connus comme les "Fantastiques" et réalisent des vidéos sur le site Web ViewTube. Ils se lient rapidement d'amitié avec les Bakugans, une race de créatures biomécaniques afin de se battre ensemble pour défendre leur quartier contre les brigands qui utilisent les Bakugans à des fins malveillantes. 

## Distribution
- Jonah Winerberg: Dan Kouzo
- Deven Mack: Wynton Styles
- Margarita Valderrama: Lia Venegas
- Ticoon Kim: Shun Kazami
- Will Bowes: Lightning et Benton Dusk
- Julius Cho: Magnus Black
- Josette Jorge: China Riot
- Amos Crawley: AAY (Chef des EXIT)
- Rob Tinkler: BEE (Commandant en second des EXIT)
- Cory Doran: CEE (Membre des EXIT)
- Ana Sani: DEE (Membre des EXIT) et Emily Black (Petite sœur de Magnus)
- Stephany Seki: E (Membre des EXIT)
- Dan Petronijieuic: Strata le Chasseur
- Janice Hawke: Philomena Dusk

## Épisodes
| Saison | Saison | Épisodes | États-Unis       | États-Unis      | France       | France            |
| Saison | Saison | Épisodes | Début            | Fin             | Début        | Fin               |
| ------ | ------ | -------- | ---------------- | --------------- | ------------ | ----------------- |
|        | 1      | 26 (52)  | 23 décembre 2018 | 18 mai 2019     | 26 août 2019 | 22 septembre 2019 |
|        | 2      | 24 (100) | 4 août 2019      | 19 janvier 2020 | en cours     | en cours          |

### Saison 1 (2018)
Cette première saison contient 26 épisodes de 52 segments chacun.
| №    | #   | Titre français                                                                 | Titre original              | Première diffusion | Première diffusion          |
| ---- | --- | ------------------------------------------------------------------------------ | --------------------------- | ------------------ | --------------------------- |
| 12   | 1   | L'origine des espèces - Première partieL'origine des espèces - Deuxième partie | Origin of the Species       | 23 décembre 2018   | 26 août 2019                |
| 3    | 2a  | La faim justifie les moyens                                                    | Burger Run                  | 23 décembre 2018   | 27 août 2019                |
| 4    | 2b  | Un exemple à suivre                                                            | Monkey See, Monkey Don't    | 23 décembre 2018   | 27 août 2019                |
| 5    | 3a  | Le roi du parc                                                                 | Bully For You               | 26 décembre 2018   | 28 août 2019                |
| 6    | 3b  | Blague à part                                                                  | Trolling For Laughs         | 26 décembre 2018   | 28 août 2019                |
| 7    | 4a  | Les héros de la ville                                                          | Local Heroes                | 27 décembre 2018   | 29 août 2019                |
| 8    | 4b  | Pegatrix                                                                       | Pegatrix                    | 27 décembre 2018   | 29 août 2019                |
| 9    | 5a  | Amis ou ennemis ?                                                              | Frenemies                   | 28 décembre 2018   | 30 août 2019                |
| 10   | 5b  | Strata-gème                                                                    | Strata's Fear               | 28 décembre 2018   | 30 août 2019                |
| 11   | 6a  | Une vie de chien                                                               | Dog Daze                    | 29 décembre 2018   | 2 septembre 2019            |
| 12   | 6b  | Jouer les vedettes                                                             | In Focus                    | 29 décembre 2018   | 2 septembre 2019            |
| 13   | 7a  | Les EXIT                                                                       | The Exit                    | 5 janvier 2019     | 3 septembre 2019            |
| 14   | 7b  | Un terrain d'entente                                                           | The Lost and the Cost       | 5 janvier 2019     | 3 septembre 2019            |
| 15   | 8a  | Pleine lune                                                                    | Mr. Moon                    | 12 janvier 2019    | 4 septembre 2019            |
| 16   | 8b  | Le véritable Dan                                                               | What's Wrong With Dan       | 12 janvier 2019    | 4 septembre 2019            |
| 17   | 9a  | Rêve ou réalité ?                                                              | Rubbed the Wrong Way        | 19 janvier 2019    | 5 septembre 2019            |
| 18   | 9b  | Un pavé dans la mare                                                           | Babysitting Bedlam          | 19 janvier 2019    | 5 septembre 2019            |
| 19   | 10a | Le masque du pouvoir                                                           | Mask of Power               | 26 janvier 2019    | 6 septembre 2019            |
| 20   | 10b | Une histoire insolite                                                          | Story Holes                 | 26 janvier 2019    | 6 septembre 2019            |
| 21   | 11a | Trouver sa place                                                               | Home on the Run             | 2 février 2019     | 9 septembre 2019            |
| 22   | 11b | Entraînement intensif                                                          | Top Slot                    | 2 février 2019     | 9 septembre 2019            |
| 23   | 12a | Partir ou rester                                                               | Father and Friends          | 9 février 2019     | 10 septembre 2019           |
| 24   | 12b | Cauchemar d'une nuit d'été                                                     | Midsummer Nightmare         | 9 février 2019     | 10 septembre 2019           |
| 2526 | 13  | L'énigme Dusk - Première partieL'énigme Dusk - Deuxième partie                 | Dawn Before Dusk            | 16 février 2019    | 11 septembre 2019           |
| 27   | 14a | Stratifiés                                                                     | Stratified                  | 23 février 2019    | 12 septembre 2019           |
| 28   | 14b | Perdus dans le Labyrinthe                                                      | Maze Daze                   | 23 février 2019    | 12 septembre 2019           |
| 29   | 15a | Perdus dans la jungle                                                          | All Jungled Up              | 2 mars 2019        | 13 septembre 2019           |
| 30   | 15b | Les démons d'un autre monde                                                    | Outer Demons                | 2 mars 2019        | 13 septembre 2019           |
| 31   | 16a | La matière et l'esprit                                                         | Matter of the Mind          | 9 mars 2019        | 14 septembre 2019 (Canal J) |
| 32   | 16b | La Cellule Mère                                                                | Core Cell                   | 9 mars 2019        | 14 septembre 2019 (Canal J) |
| 33   | 17a | De retour des profondeurs                                                      | Subterranean Homesick Blues | 16 mars 2019       | 15 septembre 2019 (Canal J) |
| 34   | 17b | Un ourson mignon                                                               | Honey Struck                | 16 mars 2019       | 15 septembre 2019 (Canal J) |
| 35   | 18a | L'héritier désigné                                                             | Shun Shine                  | 23 mars 2019       | 15 septembre 2019 (Canal J) |
| 36   | 18b | Le samouraï errant                                                             | Ronin Son                   | 23 mars 2019       | 15 septembre 2019 (Canal J) |
| 37   | 19a | Souvenirs d'enfance                                                            | Framing Device              | 30 mars 2019       | 18 septembre 2019 (Canal J) |
| 38   | 19b | Mauvais acteur                                                                 | Bad Actors                  | 30 mars 2019       | 18 septembre 2019 (Canal J) |
| 39   | 20a | La source d'énergie                                                            | Tripped Up                  | 6 avril 2019       | 18 septembre 2019 (Canal J) |
| 40   | 20b | Délire de pouvoir                                                              | Power Tripp                 | 6 avril 2019       | 18 septembre 2019 (Canal J) |
| 41   | 21a | Le volcan se réveille                                                          | A Real Steal                | 13 avril 2019      | 21 septembre 2019 (Canal J) |
| 42   | 21b | Une mission pour Lightning                                                     | Lightning Unleashed         | 13 avril 2019      | 21 septembre 2019 (Canal J) |
| 43   | 22a | Relever le défi}                                                               | The Throw Down              | 20 avril 2019      | 21 septembre 2019 (Canal J) |
| 44   | 22b | Le combat décisif                                                              | Brawl for It All            | 20 avril 2019      | 21 septembre 2019 (Canal J) |
| 45   | 23a | Perspectives de carrière                                                       | Career Opportunities        | 27 avril 2019      | 22 septembre 2019 (Canal J) |
| 46   | 23b | Gagner sa croûte                                                               | Punch the Clock             | 27 avril 2019      | 22 septembre 2019 (Canal J) |
| 47   | 24a | Des escrocs de haut vol                                                        | High Flying                 | 4 mai 2019         | 22 septembre 2019 (Canal J) |
| 48   | 24b | Combat d'arrière-garde                                                         | Backfire Brawl              | 4 mai 2019         | 22 septembre 2019 (Canal J) |
| 49   | 25a | Climat d'hostilité                                                             | Hostile Take Over           | 11 mai 2019        | 25 septembre 2019 (Canal J) |
| 50   | 25b | La grande arnaque                                                              | The Big Bounce              | 11 mai 2019        | 22 septembre 2019 (Canal J) |
| 5152 | 26  | Les fantastiques contre AAAnimus                                               | Awesome vs. AAAnimus        | 18 mai 2019        | 22 septembre 2019 (Canal J) |

### Saison 2 (2019-2020)
| №     | #   | Titre français                                                 | Titre original              | Première diffusion | Première diffusion          |
| ----- | --- | -------------------------------------------------------------- | --------------------------- | ------------------ | --------------------------- |
| 53    | 27a |                                                                | The Forbidden Isle          | 4 août 2019        |                             |
| 54    | 27b |                                                                | New World Orders            | 4 août 2019        |                             |
| 55    | 28a |                                                                | In the Wild                 | 11 août 2019       |                             |
| 56    | 28b |                                                                | Call Me Old Brakken         | 11 août 2019       |                             |
| 57    | 29a |                                                                |                             | 18 août 2019       |                             |
| 58    | 29b |                                                                |                             | 18 août 2019       |                             |
| 59    | 4b  |                                                                |                             | 18 août 2019       |                             |
| 9     | 5a  |                                                                |                             |                    |                             |
| 10    | 5b  |                                                                |                             |                    |                             |
| 11    | 6a  |                                                                |                             |                    |                             |
| 12    | 6b  |                                                                |                             |                    |                             |
| 13    | 7a  |                                                                |                             |                    |                             |
| 14    | 7b  |                                                                |                             |                    |                             |
| 15    | 8a  |                                                                |                             |                    |                             |
| 16    | 8b  | Le véritable Dan                                               | What's Wrong With Dan       | 12 janvier 2019    | 4 septembre 2019            |
| 17    | 9a  | Rêve ou réalité ?                                              | Rubbed the Wrong Way        | 19 janvier 2019    | 5 septembre 2019            |
| 18    | 9b  | Un pavé dans la mare                                           | Babysitting Bedlam          | 19 janvier 2019    | 5 septembre 2019            |
| 19    | 10a | Le masque du pouvoir                                           | Mask of Power               | 26 janvier 2019    | 6 septembre 2019            |
| 20    | 10b | Une histoire insolite                                          | Story Holes                 | 26 janvier 2019    | 6 septembre 2019            |
| 21    | 11a | Trouver sa place                                               | Home on the Run             | 2 février 2019     | 9 septembre 2019            |
| 22    | 11b | Entraînement intensif                                          | Top Slot                    | 2 février 2019     | 9 septembre 2019            |
| 23    | 12a | Partir ou rester                                               | Father and Friends          | 9 février 2019     | 10 septembre 2019           |
| 24    | 12b | Cauchemar d'une nuit d'été                                     | Midsummer Nightmare         | 9 février 2019     | 10 septembre 2019           |
| 2526  | 13  | L'énigme Dusk - Première partieL'énigme Dusk - Deuxième partie | Dawn Before Dusk            | 16 février 2019    | 11 septembre 2019           |
| 27    | 14a | Stratifiés                                                     | Stratified                  | 23 février 2019    | 12 septembre 2019           |
| 28    | 14b | Perdus dans le Labyrinthe                                      | Maze Daze                   | 23 février 2019    | 12 septembre 2019           |
| 29    | 15a | Perdus dans la jungle                                          | All Jungled Up              | 2 mars 2019        | 13 septembre 2019           |
| 30    | 15b | Les démons d'un autre monde                                    | Outer Demons                | 2 mars 2019        | 13 septembre 2019           |
| 31    | 16a | La matière et l'esprit                                         | Matter of the Mind          | 9 mars 2019        | 14 septembre 2019 (Canal J) |
| 32    | 16b | La Cellule Mère                                                | Core Cell                   | 9 mars 2019        | 14 septembre 2019 (Canal J) |
| 33    | 17a | De retour des profondeurs                                      | Subterranean Homesick Blues | 16 mars 2019       | 15 septembre 2019 (Canal J) |
| 34    | 17b | Un ourson mignon                                               | Honey Struck                | 16 mars 2019       | 15 septembre 2019 (Canal J) |
| 35    | 18a | L'héritier désigné                                             | Shun Shine                  | 23 mars 2019       | 15 septembre 2019 (Canal J) |
| 36    | 18b | Le samouraï errant                                             | Ronin Son                   | 23 mars 2019       | 15 septembre 2019 (Canal J) |
| 37    | 19a | Souvenirs d'enfance                                            | Framing Device              | 30 mars 2019       | 18 septembre 2019 (Canal J) |
| 38    | 19b | Mauvais acteur                                                 | Bad Actors                  | 30 mars 2019       | 18 septembre 2019 (Canal J) |
| 39    | 20a | La source d'énergie                                            | Tripped Up                  | 6 avril 2019       | 18 septembre 2019 (Canal J) |
| 40    | 20b | Délire de pouvoir                                              | Power Tripp                 | 6 avril 2019       | 18 septembre 2019 (Canal J) |
| 41    | 21a | Le volcan se réveille                                          | A Real Steal                | 13 avril 2019      | 21 septembre 2019 (Canal J) |
| 42    | 21b | Une mission pour Lightning                                     | Lightning Unleashed         | 13 avril 2019      | 21 septembre 2019 (Canal J) |
| 43    | 22a | Relever le défi}                                               | The Throw Down              | 20 avril 2019      | 21 septembre 2019 (Canal J) |
| 44    | 22b |                                                                |                             | 20 avril 2019      | 21 septembre 2019 (Canal J) |
| 45    | 23a |                                                                |                             |                    | 22 septembre 2019 (Canal J) |
| 97 98 | 49  |                                                                |                             |                    |                             |
| 99    | 50a |                                                                |                             |                    |                             |
| 100   | 50b |                                                                |                             |                    |                             |